# Eubenangee Swamp National Park
Eubenangee Swamp National Park är en park i Australien. Den ligger i delstaten Queensland, omkring 1 300 kilometer nordväst om delstatshuvudstaden Brisbane. Arean är 19,0 kvadratkilometer.
Trakten är glest befolkad. Närmaste större samhälle är Innisfail, omkring 13 kilometer sydost om Eubenangee Swamp National Park.
I omgivningarna runt Eubenangee Swamp National Park växer i huvudsak städsegrön lövskog. Tropiskt monsunklimat råder i trakten. Genomsnittlig årsnederbörd är 3 170 millimeter. Den regnigaste månaden är mars, med i genomsnitt 674 mm nederbörd, och den torraste är oktober, med 52 mm nederbörd.